# Aphnaeus syama
Aphnaeus syama är en fjärilsart som beskrevs av Thomas Horsfield 1829. Aphnaeus syama ingår i släktet Aphnaeus och familjen juvelvingar. Inga underarter finns listade i Catalogue of Life.